# Putla Villa de Guerrero
Putla Villa de Guerrero (Ñuu Kaa em mixteco) é um povoação mexicana do estado de Oaxaca, sendo a capital do distrito de Putla, localizado na região da Serra Sul.

## Cidades Irmãs
- Huejutla de Reyes, Hidalgo (2010)
- Arica, Chile (2010)